# Jorma Reini

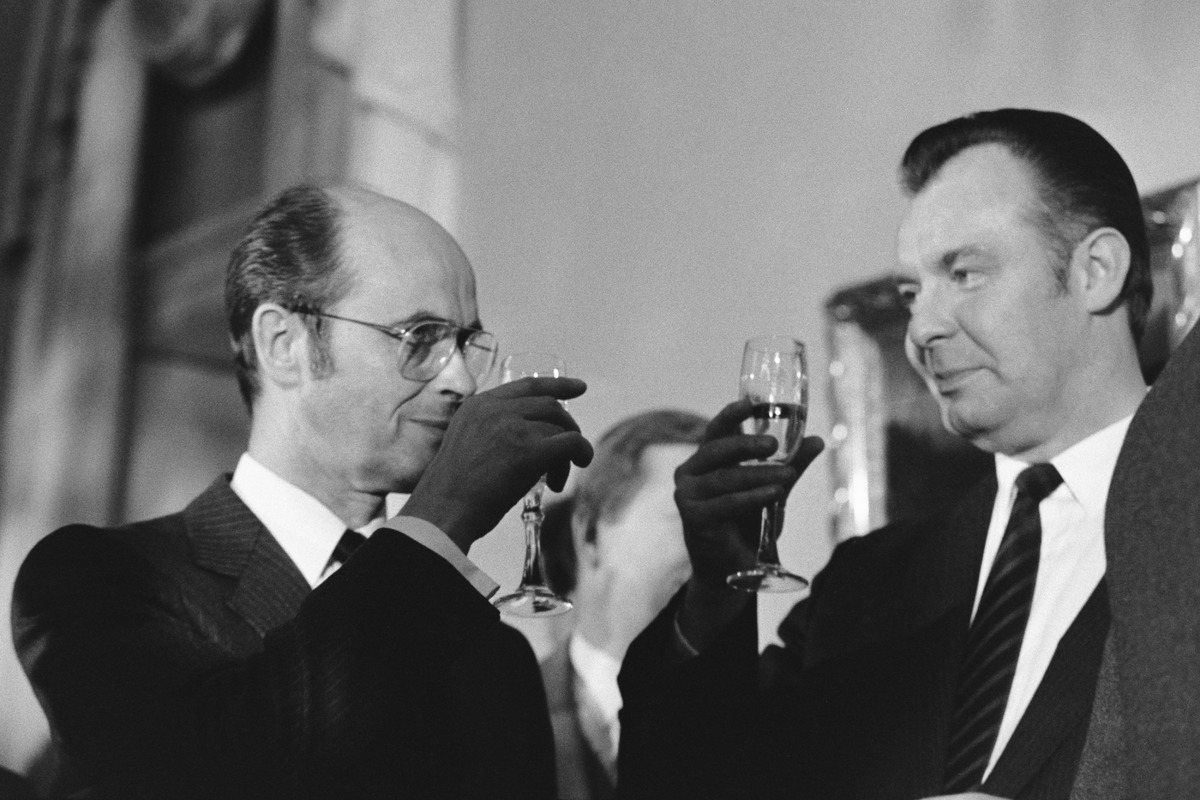
Jorma Reini höger (1984).

Jorma Ilmari Reini, född 5 juni 1942 i Tammerfors, död 14 maj 1998 i Helsingfors, var en finländsk fackföreningsman. 
Reini blev juris kandidat 1967, anställdes 1968 som jurist vid Teknisten liitto, det största medlemsförbundet inom Finlands tekniska funktionärsorganisationers centralförbund (FTFC), var dess generalsekreterare 1970–1975 och dess ordförande 1975–1990. 
Reini blev känd som en militant strejkledare under en kraftverksstrejk våren 1977, som drabbade elförsörjningen särskilt i södra Finland. Han blev riksförlikningsman 1990, men entledigades 1997 från denna post sedan han fått ett villkorligt fängelsestraff för våldsamt motstånd mot tjänsteman i samband med en familjeincident. Han utgav memoarerna Pispalasta Bulevardille (1996).